# Châteauvilain
Châteauvilain település Franciaországban, Isère megyében. Lakosainak száma 744 fő (2022. január 1.). Châteauvilain Succieu, Biol, Eclose-Badinières és Les Éparres községekkel határos.

## Népesség
A település népességének változása:
| Lakosok száma | 365  | 429  | 438  | 587  | 682  | 701  | 716  | 753  | 750  | 744  |
|               | 1968 | 1982 | 1990 | 2006 | 2013 | 2015 | 2017 | 2019 | 2020 | 2022 |